# Marcel Wolfers
Pour les articles homonymes, voir Wolfers.
Marcel Wolfers (1886-1976) est un sculpteur et un céramiste belge, connu pour ses monuments commémoratifs de la Première Guerre mondiale de la période de l'entre-deux-guerres (1919-1939).

## Naissance et développement
Marcel Wolfers est né dans une famille d'artistes établie à Bruxelles. Son grand-père Louis Wolfers (1820-1892) et son père Philippe Wolfers (1858-1929) sont des artistes talentueux qui ont travaillé dans des médias très variés, comme la céramique, l'orfèvrerie, et la sculpture. À la fin du XIXe siècle, Philippe est devenu un des artistes reconnus du style Art déco.
Marcel Wolfers étudie à l'Académie royale des beaux-arts de Bruxelles, où il est l'élève de l'artiste Isidore De Rudder (1855-1943), qui a aussi formé son père Philippe. Marcel y développe ses talents de sculpteur, de céramiste et d'orfèvre.
Il épouse Clairette Petrucci (1899-1994) : la fille de Raphaël Petrucci (1872-1917) et la petite fille par sa mère du peintre animalier belge Alfred Verwée (1838-1895). Ils eurent deux filles : Jeannine Wolfers (1929-1991) et Claire Wolfers (1926-2016).

## Carrière

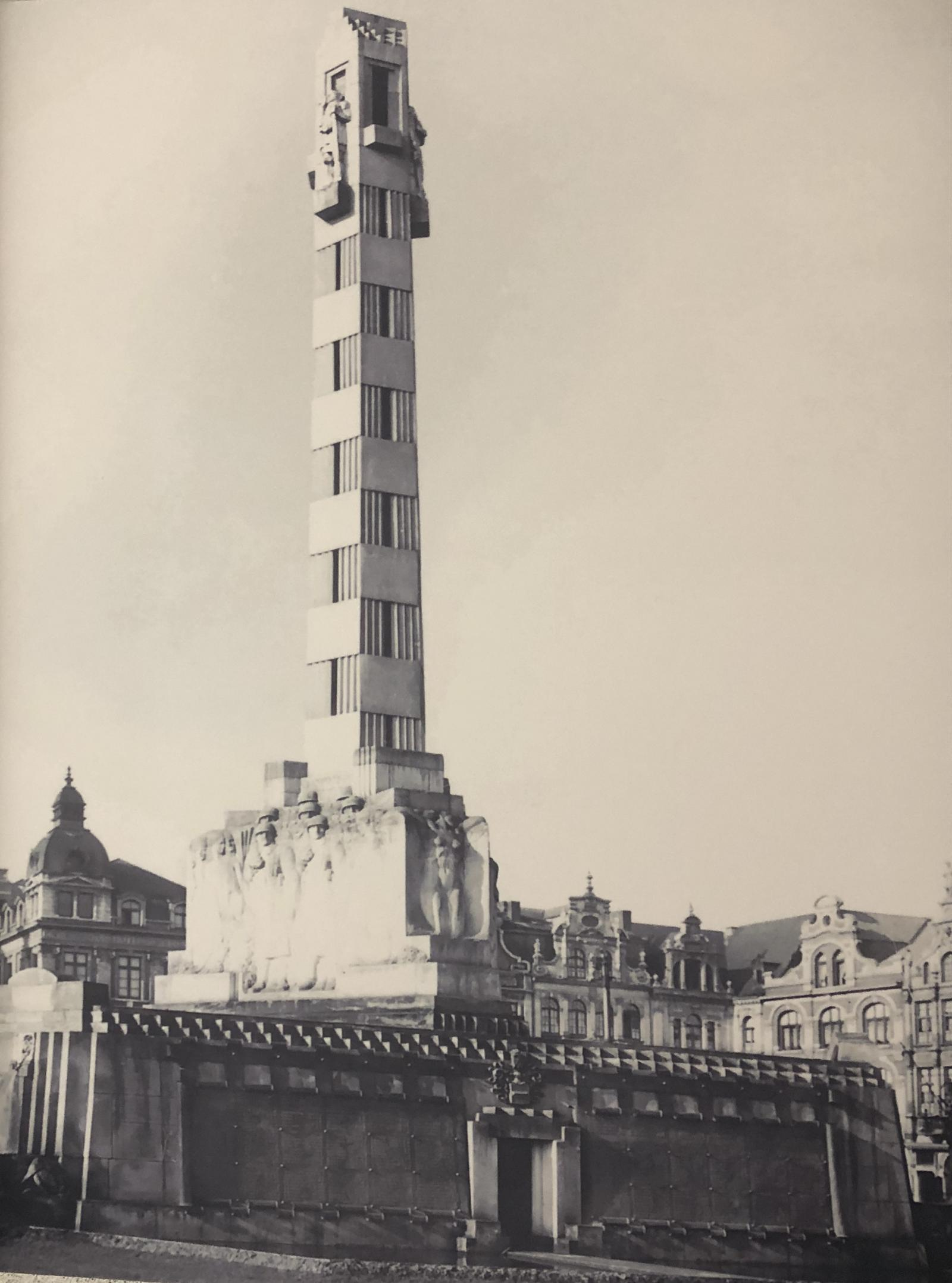
Monuments aux morts de Louvain.

La carrière de Marcel Wolfers commence avant la Première Guerre mondiale. Il produit ses premières œuvres en 1908 et 1909. Il marque très tôt son intérêt pour la céramique et les laques aux couleurs chatoyantes.
En 1913, il réalise une maquette en bronze (d'environ 80 × 80 cm) pour les autorités de La Hulpe offerte au couple Solvay à l'occasion de leurs noces d'or. En raison de la guerre, le monument qui en est issu n'est inauguré qu'en 1923, un an après la disparition d'Ernest Solvay (1838-1922). Il est toujours visible à La Hulpe. 
En août 1914, les armées allemandes envahissent la Belgique. Marcel Wolfers rejoint la cavalerie belge, et atteint finalement le grade de lieutenant. Ses exploits durant la guerre lui valent de nombreuses citations. Parmi elles, il est nommé chevalier de l'Ordre de la Couronne et il reçoit la médaille de l'Yser et les Croix de Guerre belge et française.
Après la guerre, il reçoit de nombreuses commandes pour collaborer avec des architectes à des monuments commémoratifs, comme le monument aux Martyrs à Louvain, le monument aux morts de Trazegnies, et le monument Guynemer à Poelcappelle.
À La Hulpe, où il a habité, il a laissé une grande statue Possidere dans sa propriété ; elle a été déplacée en 2010 sur le rond-point de la gare. Elle représente un cheval dressé sur ses pattes arrière monté par deux jeunes gens. 
Marcel Wolfers est membre fondateur du groupe L'Art monumental, créé à l'initiative de Jean Delville, en décembre 1920. La société regroupe des peintres, des architectes et des sculpteurs. 
En 1931, Marcel Wolfers réalise le chemin de croix en grès de l'église Saint-Martin, à Marcinelle, après six années de travail,.
Il contribue à L'Exposition universelle et internationale de Bruxelles en 1958, en qualité de directeur artistique de la maison Wolfers-Frères pour la conception des œuvres d'orfèvrerie qui y furent présentées.

## Œuvres
- Bol à pattes de lys.
- Dominari (1907), concours Godecharle, 2e lauréat.
- A Léonard (1908), cire perdue.
- Aurora (1910), bronze, exemplaire unique.
- Bilitis, cire perdue (1912); ivoire (1913).
- Isis (1912), marbre.
- L'Aurore et les Crépuscules (1913), grès.
- Appliques porte-lumières (1913), stuc doré, Pathé Palace Bruxelles.
- Destruere (1913), cire perdue.
- Holocausta (1920), marbre.
- Paerels (1920), cire perdue, buste du peintre Willem Paerels (1878-1962), acquis par l'état Belge, étude en bois laqué.
- La Périchole, céramique blanche craquelée (1923); cire perdue (1920).
- Tristia, grès.
- Saint-Julien L'Hospitalier, ivoire.
- Constantia (1951), cire perdue.
- Le précurseur (1928), cires perdues laquées.
- Impéria (1929), pierre bleue.
- Salomé (1929), granit.
- le Droit, cires perdues.
- Médailles : Bruxelles-Attractions (1908), Apollo (1910), Cinquantenaire Wolfers frères (1910), commémoration inauguration instituts Solvay (1913), Swimming club (1922), Saint-George d'Angleterre (1910), cires perdues.
- Quelques monuments publics:
- Possidere (1919), pierre bleue, La Hulpe.
- Monument aux Combattants de Jodoigne (1922).
- Monument Solvay (1923), pierre bleue, La Hulpe.
- Monument Guynemer à Poelcappelle (1923).
- Monument Le baiser de la Victoire (1923), pierre bleue, cimetière de Woluwe-Saint-Pierre.
- Monument aux Morts, Trazegnies.
- Monument aux Martyrs (1924), Louvain.
- Chemin de Croix (1931), bas-relief en laque sur grès, église de Marcinelle.

Galerie
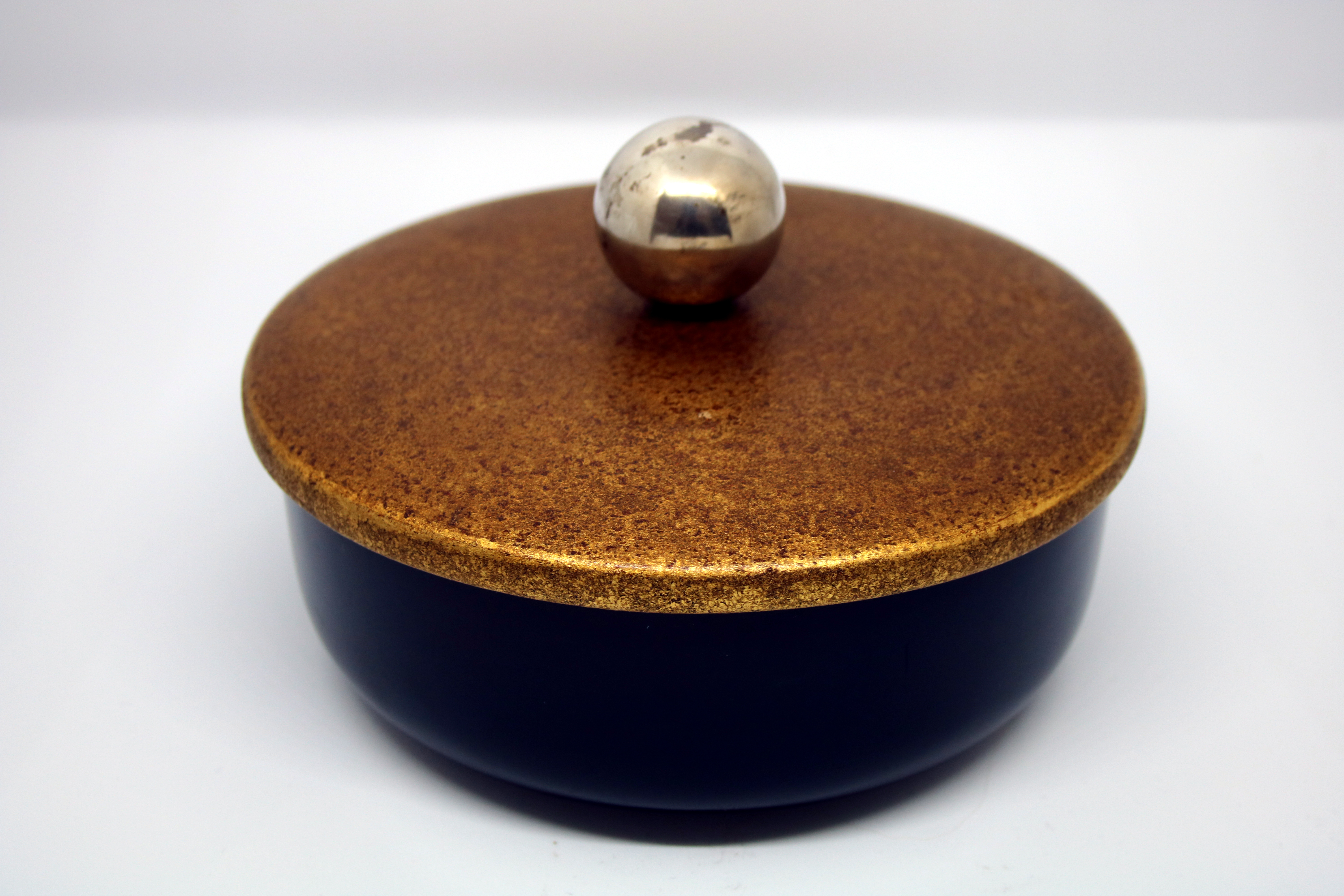
Laque noire et semis de poudre d'or.
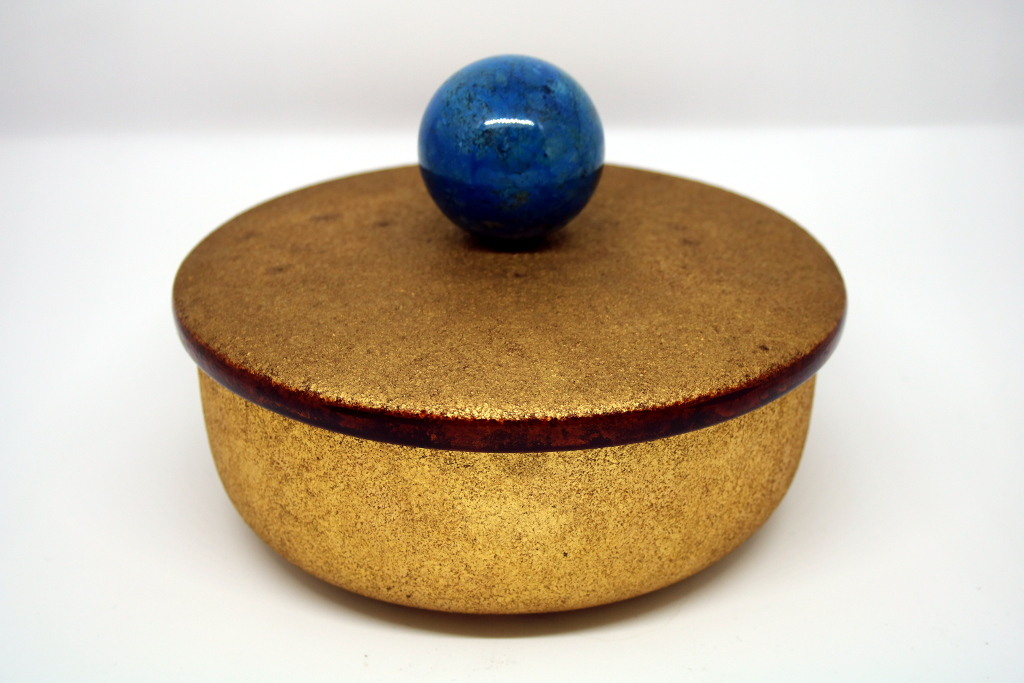
Laque à semis de poudre d'or.
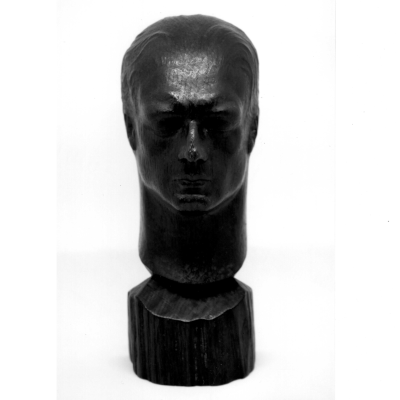
Aurora, étude - autoportrait, bois de chêne.
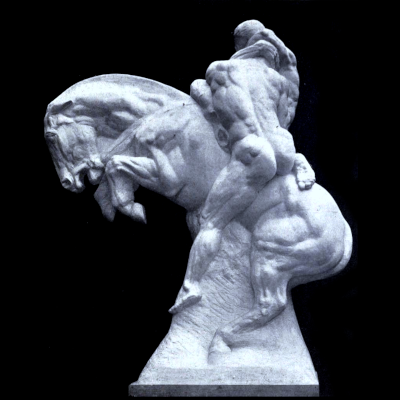
Possidere, pierre bleue, La Hulpe